# Nationaal Park Wartamonding
Nationaal Park Wartamonding (Pools: Park Narodowy Ujście Warty) is een nationaal park in het Woiwodschap Lubusz in Polen. Het park werd opgericht in 2001 en is 80,38 vierkante kilometer groot. Het landschap bestaat uit de monding van de Warta, laaglanden en moerassen. In het park leven 245 vogelsoorten (waaronder kraanvogel, grutto, kwartelkoning, roerdomp, zwarte stern) en 34 zoogdiersoorten (waaronder bever en otter).
Babia Góra · 
Białowieża · 
Biebrza · 
Bieszczady · 
Bory Tucholskie · 
Drawa · 
Gorce · 
Gór Stołowych · 
Kampinos · 
Karkonosze · 
Magura · 
Narew · 
Ojców · 
Pieniny · 
Poleski · 
Roztocze · 
Słowiński · 
Świętokrzyski · 
Tatra · 
Wartamonding · 
Wielkopolska · 
Wigry · 
Wolin